# RC Celta de Vigo
Real Club Celta de Vigo, eller bara Celta Vigo, är en spansk fotbollsklubb från Vigo, Galicien. Celta Vigo skapades 1923 genom en sammanslagning av Real Vigo Sporting och Real Club Fortuna de Vigo. Hemmastadion är Balaídos med en kapacitet på 32 500 åskådare.
Klubben hade en kort storhetstid under slutet av 1990-talet och i början av 2000-talet. Sina bästa resultat nådde klubben under säsongen 2001/2002 då den aldrig låg sämre än sexa i La Liga och spelade i Uefacupen där den bland annat besegrade Juventus och Benfica. Efter ett par säsonger då den inte utmärkte sig återkom klubben som topplag i La Liga under säsongen 2005/2006 och slutade sexa i tabellen, vilket återigen betydde spel i Uefacupen där klubben nådde åttondelsfinal.
I samband med nedflyttningen till Segunda División[när?] drabbades klubben av svåra ekonomiska problem eftersom stora lån togs för att finansiera dess elitsatsning, och tvingades därför sälja flera av stjärnspelarna för att inte riskera konkurs. 
Under senare säsonger har klubben byggt upp en ny trupp från grunden bestående av bland annat flera egna produkter från klubbens ungdomsakademi, och har sakta jobbat sig tillbaka mot La liga i vilken klubben den 3 juni 2012 återvände.

## Spelare

### Trupp

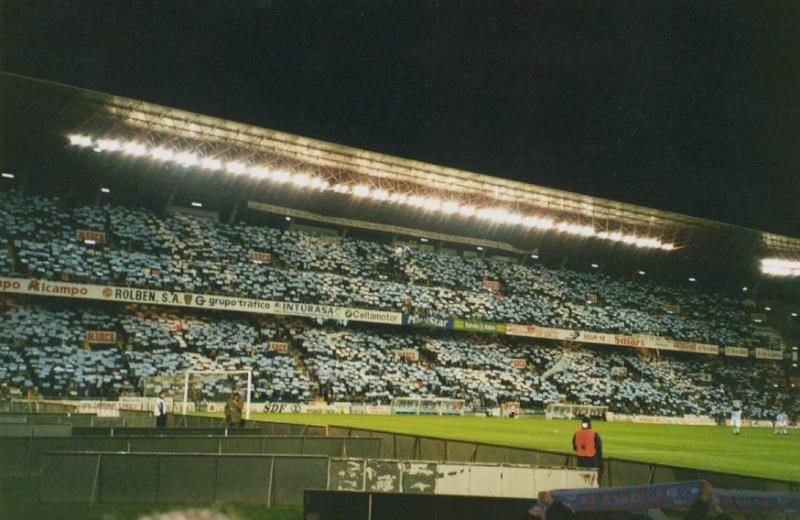
Match på Estadio Balaidos

| Nr | Land      | Pos | Namn                                             |
| -- | --------- | --- | ------------------------------------------------ |
| 1  | Argentina | MV  | Matías Dituro (på lån från Universidad Católica) |
| 2  | Spanien   | F   | Hugo Mallo (lagkapten)                           |
| 4  | Mexiko    | F   | Néstor Araujo                                    |
| 5  | Turkiet   | MF  | Okay Yokuşlu                                     |
| 6  | Spanien   | MF  | Denis Suárez                                     |
| 7  | Brasilien | A   | Thiago Galhardo (på lån från Internacional)      |
| 8  | Spanien   | MF  | Fran Beltrán                                     |
| 9  | Spanien   | A   | Nolito                                           |
| 10 | Spanien   | A   | Iago Aspas                                       |
| 11 | Argentina | MF  | Franco Cervi                                     |
| 13 | Spanien   | MV  | Rubén Blanco                                     |

| Nr | Land      | Pos | Namn                                   |
| -- | --------- | --- | -------------------------------------- |
| 14 | Peru      | MF  | Renato Tapia                           |
| 15 | Ghana     | F   | Joseph Aidoo                           |
| 16 | Spanien   | MF  | Miguel Baeza                           |
| 17 | Spanien   | F   | Javi Galán                             |
| 19 | Spanien   | F   | Jose Fontán                            |
| 20 | Spanien   | F   | Kevin                                  |
| 21 | Argentina | MF  | Augusto Solari                         |
| 22 | Spanien   | A   | Santi Mina                             |
| 23 | Spanien   | MF  | Brais Méndez                           |
| 24 | Colombia  | F   | Jeison Murillo (på lån från Sampdoria) |

### Utlånade spelare
| Nr | Land    | Pos | Namn                                            |
| -- | ------- | --- | ----------------------------------------------- |
|    | Turkiet | MF  | Emre Mor (i Fatih Karagümrük till 30 juni 2022) |
|    | Uruguay | A   | Gabriel Fernández (i Juarez till 30 juni 2022)  |

| Nr | Land    | Pos | Namn                                           |
| -- | ------- | --- | ---------------------------------------------- |
|    | Spanien | MV  | Iván Villar (i Leganés till 30 juni 2022)      |
|    | Spanien | F   | Sergio Carreira (i Mirandés till 30 juni 2022) |